# Enceinte connectée

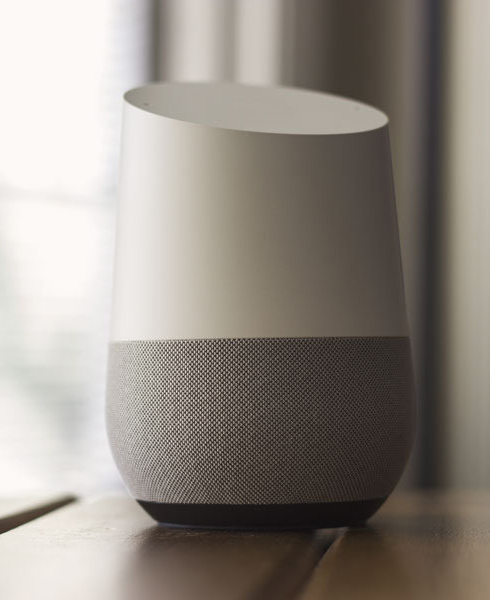
Un modèle d'enceinte connectée, ici le Google Home de Google.

Une enceinte connectée ou haut-parleur intelligent est un type de haut-parleur sans fil à commande vocale, associé à un assistant personnel intelligent intégré, qui propose des actions interactives et des commandes à mains libres à l'aide d'un ou plusieurs mots-clés.

## Usage
Les enceintes connectées ajoutent à l'enceinte une utilisation de services distants par une connexion sans fil.
L'interconnexion se fait avec des services tiers comme des plates-formes de connexion peer-to-peer par réseau maillé (mesh), par assistants virtuels, ou autres et peuvent notamment contrôler des appareils de domotique.
Le dispositif intelligent utilise une technologie de connexion Wi-Fi, Bluetooth ou autre protocole sans fil.
Chaque appareil peut avoir sa propre interface et des fonctionnalités en interne, généralement lancé ou contrôlé par l'application ou des logiciels de domotique. Certaines enceintes connectées incluent également un écran qui visualise une réponse à l'utilisateur.
À l'hiver 2017, il est estimé par la NPR et Edison Research que 39 millions d'Américains (16% de la population de plus de 18 ans) sont propriétaires d'une enceinte connectée.
Dans le cas d'une enceinte connectée avec écran tactile, on parle de smart display. Tout en étant similaire aux tablettes, le smart display diffère par l'attention apportée à une interface utilisateur mains-libres et à des fonctionnalités d'assistant virtuel.
En 2020 on estime que 1,7 million d'enceintes connectées ont pénétré les foyers français.

## Galerie
|                                           |
| Enceinte Amazon Echo première génération. |

|                         |
| Enceinte Apple HomePod. |

|                                |
| Enceinte Harman Kardon INVOKE. |

|                            |
| Enceinte Amazon Echo Show. |

## Risques d'intrusion

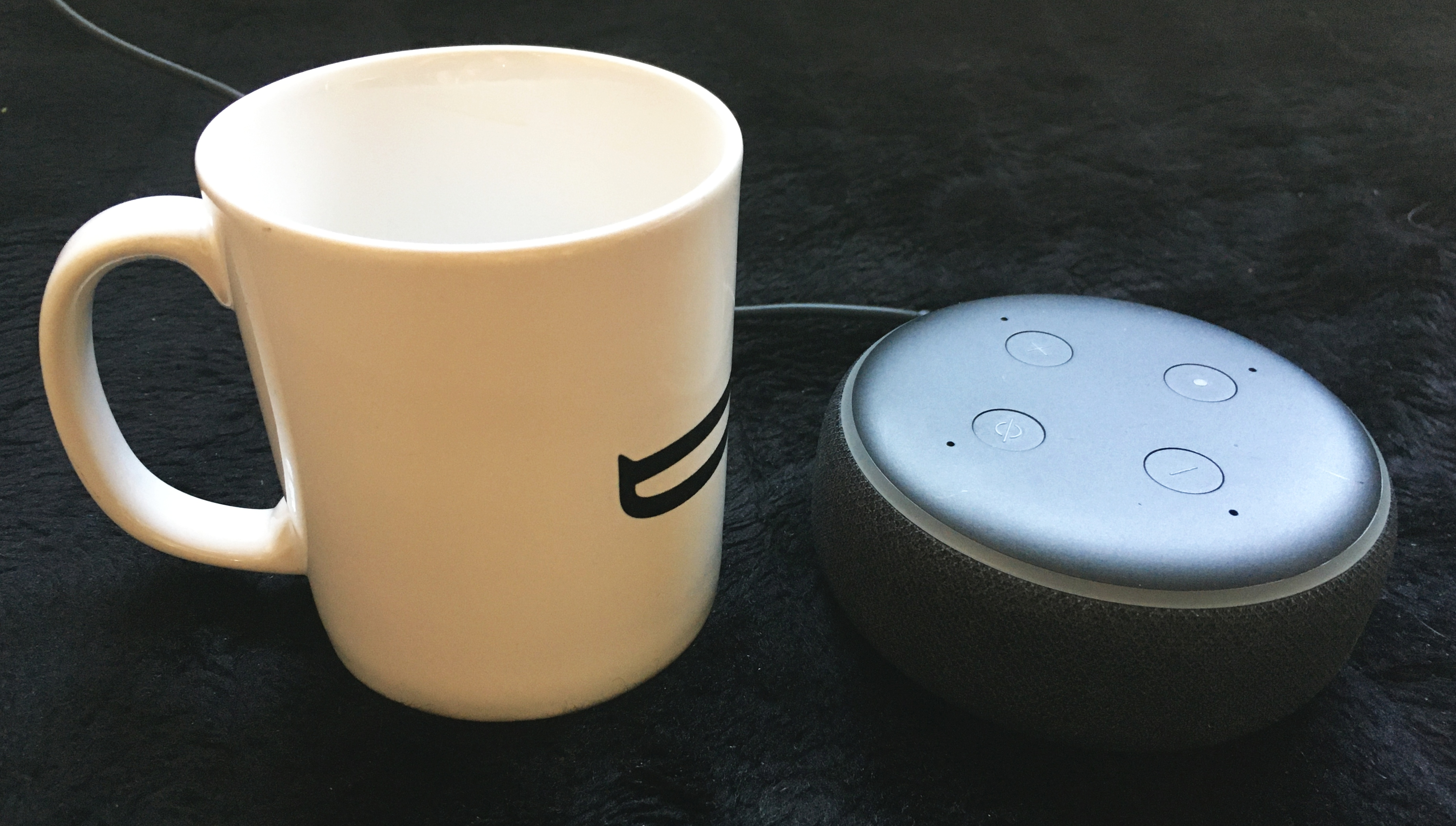
Amazon Echo Dot (assistant virtuel numérique) à côté d'une tasse de café de 9 cm de haut, à titre de comparaison.

En France, le succès des ventes d'enceintes connectées, depuis 2017, a amené la CNIL à alerter les utilisateurs en publiant en ligne un guide d'usage. Pour l'organisme de régulation, ces appareils présentent des risques d'intrusion dans la vie privée, pouvant, en état de veille, enregistrer les conversations. Elle préconise, notamment, de ne pas laisser ces appareils en connexion permanente.
Aux États Unis, le journaliste Artem Russakovskii, du site web Android Police, utilisateur d'un Google Home Mini, a constaté un bug de l'assistant vocal de l'appareil, qui transmettait en permanence ses conversations à Google (2017). De même, un bug sur Echo, l'enceinte connectée d'Amazon, a provoqué l'enregistrement d'une conversation privée d'un couple, qui fut ensuite transmis à l'employé de l'époux à leur insu.